# Palazzo della Società Italia
Il Palazzo della Società Italia, a volte citato come Casa Broggi, è un palazzo ottocentesco di Milano in stile eclettico situato in via Dante al civico 5.

## Storia e descrizione
Il palazzo è uno dei più imponenti e notevoli di via Dante, strada aperta a partire dal 1888, con la quale il palazzo di proprietà della Società Italia sorse su progetto dell'architetto Luigi Broggi in collaborazione con l'allora giovane Giuseppe Sommaruga.
D'aspetto imponente e monumentale, l'edificio si trova all'angolo fra via Dante e via Meravigli sul luogo ove sorgeva l'antica Chiesa di San Nazaro in Pietrasanta, demolita nel 1888 durante gli sventramenti per la realizzazione di via Dante. Il primo piano e il mezzanino, riservato alla parte commerciale, sono ricoperti da un bugnato rustico mentre i piani superiori risentono dell'architettura parigina dell'epoca, con grandi balconi e lesene. L'ultimo piano è decorato con mosaici e sormontato da una mansarda, tipica delle architetture di Haussmann, che fu innalzata ignorando le regole che imponevano un'altezza uniforme alle case della nuova via.
Particolarmente ricchi il fronte sull'angolo fra le vie Meravigli e Dante e le due estremità, arricchiti con un profluvio di decorazioni architettoniche: balconate, telamoni, timpani, finestre, colonne e finestre tripartite.